# Arno Fleischer
Arno Fleischer  (* 15. August 1926 in Obersalzbrunn, Kreis Waldenburg in Schlesien; † 3. Juli 2005 in Schwedt/Oder) war ein deutscher Maler, Grafiker, Karikaturist und Plakatkünstler. Neben verschiedenen Maltechniken beschäftigte er sich auch mit Offsetdruck, Lithografie, Holzschnitt, Fotomontage und Karikatur.

## Leben
Nach einer Landarbeiterlehre 1942 in Graumannsdorf wurde er 1943 zum Kriegsdienst einberufen, am 8. Mai 1945 verwundet in amerikanische Kriegsgefangenschaft und 22. Mai 1945 an die rote Armee in der Sowjetunion übergeben zum Straßenbau. Am 23. Dezember 1949 wurde er aus der Kriegsgefangenschaft entlassen und ging nach Oelsnitz i./V. in die neugegründete DDR, wo er ab 1950 bei der Handelskette Konsum in die Werbeabteilung einstieg. 1951 ging er nach Bad Elster als Gebrauchswerber für Vertragshäuser. Von 1952 bis 1957 studierte er an der Hochschule für Bildende und Angewandte Kunst in Berlin-Weißensee u. a. bei Ernst Jazdzewski und Werner Klemke und prägte dort seinen realistisch-zeichnerischen Stil.
Ab 1958 war Arno Fleischer als Mitglied des Verbands Bildender Künstler der DDR als freiberuflicher Diplom-Grafiker tätig. 1967 wurde Fleischer beim Wettbewerb „Das neue Berlin“ in der Gruppe „Grafik“ prämiert.

## Wirken
Seine künstlerische Entwicklung begann er als Werbemaler.
Themen seiner Werke sind sein Eintreten gegen den Krieg und gegen die Ausbeutung des Menschen durch den Menschen. Er setzte sich mit dem Alltag der Menschen in der DDR, der sozialistischen Regierung sowie den militärischen Konflikten seiner Zeit auseinander. Seine politischen Plakate spiegeln die eigene Positionierung oder die seiner Auftraggeber, wie der SED-Bezirksleitung, wider.
Daneben waren aber auch Landschaften und die Natur Hauptthemen in seiner Bilder.
Besonders bekannt sind seine Holzschnitte, die im Deutschen Historischen Museum zu finden sind.

## Werke (Auswahl)
- Parteiveteran Georg Kaufmann (1965, Holzschnitt, 72,5 × 41 cm)[1]
- Vietnam (1965, Holzschnitt, 73 × 40,2 cm; Sächsischer Kunstfonds)[2]
- Rückschau (1966, Holzschnitt)[3]
- Das Kapital (Holzschnitt)[4]
- Klassenbrüder (1971, Holzschnitt, 71,3 × 34,4 cm; Sächsischer Kunstfonds)[5]
- Maxim Gorki (Holzschnitt, 1967).[6]

## Ausstellungen (Auswahl)
- 1967/1968. Dresden, VI. Deutsche Kunstausstellung
- 1972: Rostock, Bezirkskunstausstellung
- Alle in die Kunst! –Teil 2, Beeskow 2020[7]